# Julius Randle
Julius Deion Randle, né le 29 novembre 1994 à Dallas au Texas, est un joueur américain de basket-ball. Il évolue au poste d'ailier fort au sein des Timberwolves du Minnesota.

## Biographie

### Carrière universitaire
En 2013, il rejoint les Wildcats du Kentucky en NCAA.
Il termine la saison avec 24 double-doubles soit le deuxième meilleur total du genre pour un freshman (derrière Michael Beasley) et des moyennes la saison de 15 points et 10,4 rebonds par rencontre.
Le 22 avril 2014, il se présente à la draft 2014 de la NBA.
En juin, il doit se faire opérer du pied droit et s'absenter dix semaines mais sa mère dément puis Randle également. Le 14 juin, il déclare vouloir jouer avec Rajon Rondo des Celtics de Boston qui ont le 6e choix de la draft. Le 17 juin, après un work-out, il se dit fan des Lakers de Los Angeles qui ont le 7e choix de la draft. Le 19 juin, il est attendu entre la 4e et la 8e place à la draft.

### Carrière professionnelle

#### Lakers de Los Angeles (2014-2018)
Le 26 juin 2014, lors de la draft, il est choisi en 7e position par les Lakers de Los Angeles.
Le 28 octobre 2014, lors de son premier match en NBA, contre les Rockets de Houston, il se casse le tibia droit durant le deuxième quart-temps. Le lendemain, il subit une intervention chirurgicale réussie pour réparer la fracture, mais il doit manquer toute la saison.
Le 1er juillet 2018, il est laissé libre par les Lakers et devient agent libre.

#### Pelicans de La Nouvelle-Orléans (2018-2019)
Le 8 juillet 2018, il signe un contrat avec les Pelicans de La Nouvelle-Orléans.

#### Knicks de New York (2019-2024)
Le 1er juillet 2019, il signe un contrat de 3 ans chez les Knicks de New York pour la somme de 63 millions de dollars.
En février 2021, auteur d'un grand début de saison avec les Knicks de New York qui le voit être le meilleur marqueur, rebondeur et passeur de la franchise, avec les meilleures statistiques de sa carrière, il est sélectionné pour le NBA All-Star Game 2021.
Le 3 mai 2021 il est élu joueur du mois d'avril de la conférence Est, avec des statistiques de 27,1 points, 9 rebonds et 6,3 passes par match, et un bilan de 11 victoires et 4 défaites pour son équipe des Knicks.
À la fin de la saison régulière 2020-2021, Julius Randle reçoit le titre de Most Improved Player, trophée récompensant le joueur ayant le plus progressé. 98 des 100 votants le placent en première position.
Sa saison 2023-2024 est perturbée par une luxation de l'épaule droite à la fin du mois de janvier 2024. Après deux mois de rééducation, il est contraint de subir une intervention chirurgicale à cette épaule, ce qui met fin à sa saison.

#### Timberwolves du Minnesota (depuis 2024)
Le 27 septembre 2024, il est envoyé, avec Donte DiVincenzo et un premier choix de draft aux Timberwolves du Minnesota, en échange de Karl-Anthony Towns.
Randle prolonge avec les Wolves à l'été 2025 pour un contrat de 100 millions de dollars sur trois ans.

## Style de jeu
Julius Randle est un bon rebondeur. Son jeu est porté avant tout sur l'offensive, sa palette technique étant particulièrement intéressante. En revanche, il souffre de quelques lacunes défensives selon les spécialistes. Il est très tonique et athlétique et a été adoubé par le joueur des Golden State Warriors Draymond Green, qui voit en lui un potentiel supérieur au sien. En effet, leur jeu respectif possède des similitudes, bien que Randle soit moins doué pour la passe. Par contre, sa palette technique est supérieure. Avant la draft 2014 de la NBA, il est comparé à David Lee et Zach Randolph.

## Palmarès

### Université
- Third team All-American – AP, NABC (2014)
- SEC Rookie of the Year (2014)
- First team All-SEC (2014)
- McDonald's All-American (2013)

### NBA
- 3 sélections au NBA All-Star Game en 2021, 2023 et 2024.
- NBA Most Improved Player en 2021
- Joueur du mois d'avril 2021 de la conférence Est
- All-NBA Second Team en 2021
- All-NBA Third Team en 2023.

## Statistiques
Légende :
gras = ses meilleures performances

### Universitaires
Les statistiques de Julius Randle en matchs universitaires sont les suivantes :
| Saison    | Équipe   | Matchs | Titul. | Min./m | % Tir | % 3pts | % LF | Rbds/m. | Pass/m. | Int/m. | Ctr/m. | Pts/m. |
| --------- | -------- | ------ | ------ | ------ | ----- | ------ | ---- | ------- | ------- | ------ | ------ | ------ |
| 2013-2014 | Kentucky | 40     | 40     | 30,8   | 50,1  | 16,7   | 70,6 | 10,40   | 1,43    | 0,50   | 0,78   | 14,97  |
| Total     | Total    | 40     | 40     | 30,8   | 50,1  | 16,7   | 70,6 | 10,40   | 1,43    | 0,50   | 0,78   | 14,97  |

### Professionnelles

#### Saison régulière
| Leader de la ligue | Meilleure progression de l'année |

| Saison        | Équipe              | Matchs | Titul. | Min./m | % Tir | % 3pts | % LF | Rbds/m. | Pass/m. | Int/m. | Ctr/m. | Pts/m. |
| ------------- | ------------------- | ------ | ------ | ------ | ----- | ------ | ---- | ------- | ------- | ------ | ------ | ------ |
| 2014-2015     | L. A. Lakers        | 1      | 0      | 13,6   | 33,3  | 0,0    | 0,0  | 0,00    | 0,00    | 0,00   | 0,00   | 2,00   |
| 2015-2016     | L. A. Lakers        | 81     | 60     | 28,2   | 42,9  | 27,8   | 71,5 | 10,23   | 1,78    | 0,65   | 0,36   | 11,35  |
| 2016-2017     | L. A. Lakers        | 74     | 73     | 28,8   | 48,8  | 27,0   | 72,3 | 8,59    | 3,57    | 0,66   | 0,50   | 13,18  |
| 2017-2018     | L. A. Lakers        | 82     | 49     | 26,7   | 55,8  | 22,2   | 71,8 | 7,98    | 2,56    | 0,52   | 0,55   | 16,13  |
| 2018-2019     | La Nouvelle-Orléans | 73     | 49     | 30,6   | 52,4  | 34,4   | 73,1 | 8,68    | 3,14    | 0,71   | 0,62   | 21,44  |
| 2019-2020     | New York            | 64     | 64     | 32,5   | 46,0  | 27,7   | 73,3 | 9,72    | 3,09    | 0,80   | 0,34   | 19,50  |
| 2020-2021     | New York            | 71     | 71     | 37,6   | 45,6  | 41,1   | 81,1 | 10,18   | 6,01    | 0,90   | 0,25   | 24,11  |
| 2021-2022     | New York            | 72     | 72     | 35,3   | 41,1  | 30,8   | 75,6 | 9,94    | 5,14    | 0,74   | 0,54   | 20,10  |
| 2022-2023     | New York            | 77     | 77     | 35,6   | 45,9  | 34,3   | 75,7 | 9,96    | 4,10    | 0,64   | 0,27   | 25,14  |
| 2023-2024     | New York            | 46     | 46     | 35,4   | 47,2  | 31,1   | 78,1 | 9,20    | 4,98    | 0,54   | 0,26   | 23,96  |
| 2024-2025     | Minnesota           | 69     | 69     | 32,3   | 48,5  | 34,4   | 80,6 | 7,10    | 4,70    | 0,70   | 0,20   | 18,70  |
| Carrière      | Carrière            | 710    | 630    | 32,0   | 47,1  | 33,4   | 75,3 | 9,10    | 3,80    | 0,70   | 0,40   | 19,00  |
| All-Star Game | All-Star Game       | 2      | 0      | 16,3   | 58,3  | 20,0   | -    | 2,00    | 2,00    | 0,50   | 0,00   | 7,50   |

Dernière mise à jour effectuée le 18 avril 2025.

#### Playoffs
| Saison   | Équipe    | Matchs | Titul. | Min./m | % Tir | % 3pts | % LF | Rbds/m. | Pass/m. | Int/m. | Ctr/m. | Pts/m. |
| -------- | --------- | ------ | ------ | ------ | ----- | ------ | ---- | ------- | ------- | ------ | ------ | ------ |
| 2021     | New York  | 5      | 5      | 36,1   | 29,8  | 33,3   | 85,2 | 11,60   | 4,00    | 0,60   | 0,00   | 18,00  |
| 2023     | New York  | 10     | 10     | 33,0   | 37,4  | 25,8   | 70,9 | 8,30    | 3,60    | 0,50   | 0,30   | 16,60  |
| 2025     | Minnesota | 15     | 15     | 35,5   | 50,2  | 38,5   | 88,0 | 5,90    | 4,90    | 0,80   | 0,10   | 21,70  |
| Carrière | Carrière  | 30     | 30     | 34,8   | 42,1  | 32,8   | 81,5 | 7,60    | 4,30    | 0,70   | 0,20   | 19,40  |

## Records sur une rencontre en NBA
Les records personnels de Julius Randle en NBA sont les suivants, :
| Type de statistique        | Saison régulière | Saison régulière                | Saison régulière | Playoffs | Playoffs                   | Playoffs    |
| Type de statistique        | Record           | Adversaire                      | Date             | Record   | Adversaire                 | Date        |
| -------------------------- | ---------------- | ------------------------------- | ---------------- | -------- | -------------------------- | ----------- |
| Points                     | 57               | Timberwolves du Minnesota       | 20 mars 2023     | 31       | @ Warriors de Golden State | 12 mai 2025 |
| Paniers marqués            | 20               | Trail Blazers de Portland       | 15 mars 2019     | 11       | @ Warriors de Golden State | 12 mai 2025 |
| Paniers tentés             | 34               | Trail Blazers de Portland       | 15 mars 2019     | 23       | Hawks d'Atlanta            | 23 mai 2021 |
| Paniers à 3 points réussis | 8                | 5 fois                          | 5 fois           | 4        | 2 fois                     | 2 fois      |
| Paniers à 3 points tentés  | 16               | @ Kings de Sacramento           | 7 mars 2022      | 10       | 2 fois                     | 2 fois      |
| Lancers francs réussis     | 12               | 5 fois                          | 5 fois           | 8        | 2 fois                     | 2 fois      |
| Lancers francs tentés      | 16               | @ Rockets de Houston            | 31 décembre 2022 | 10       | Heat de Miami              | 10 mai 2023 |
| Rebonds offensifs          | 9                | @ Bulls de Chicago              | 30 novembre 2016 | 4        | 2 fois                     | 2 fois      |
| Rebonds défensifs          | 18               | Nuggets de Denver               | 25 mars 2016     | 11       | 2 fois                     | 2 fois      |
| Rebonds totaux             | 20               | 3 fois                          | 3 fois           | 14       | @ Heat de Miami            | 6 mai 2023  |
| Passes décisives           | 17               | Magic d'Orlando                 | 18 mars 2021     | 12       | @ Warriors de Golden State | 10 mai 2025 |
| Interceptions              | 5                | 2 fois                          | 2 fois           | 2        | 2 fois                     | 2 fois      |
| Contres                    | 5                | @ Hornets de Charlotte          | 20 décembre 2016 | 2        | @ Heat de Miami            | 12 mai 2023 |
| Balles perdues             | 9                | @ Cavaliers de Cleveland        | 29 décembre 2020 | 8        | Hawks d'Atlanta            | 2 juin 2021 |
| Minutes jouées             | 47               | Pelicans de La Nouvelle-Orléans | 18 avril 2021    | 39       | @ Heat de Miami            | 8 mai 2023  |

- Double-double : 295 (dont 11 en playoffs)
- Triple-double : 15 (dont 1 en playoffs)

Dernière mise à jour : 10 mai 2025

## Salaires
| Année       | Équipe              | Salaire       |
| ----------- | ------------------- | ------------- |
| 2014-2015*  | L. A. Lakers        | 2 997 360 $   |
| 2015-2016   | L. A. Lakers        | 3 132 240 $   |
| 2016-2017   | L. A. Lakers        | 3 267 120 $   |
| 2017-2018   | L. A. Lakers        | 4 149 242 $   |
| 2018-2019   | La Nouvelle-Orléans | 8 641 000 $   |
| 2019-2020   | New York            | 18 000 000 $  |
| 2020-2021   | New York            | 18 900 000 $  |
| 2021-2022   | New York            | 19 800 000 $  |
| 2022-2023   | New York            | 23 760 000 $  |
| 2023-2024   | New York            | 28 226 880 $  |
| Total Gains | Total Gains         | 130 873 842 $ |
| 2024-2025   | New York            | 33 073 920 $  |
| 2025-2026   | New York            | 30 935 520 $  |

Note : * Pour la saison 2014-2015, le salaire moyen d'un joueur évoluant en NBA est de 4 500 000 $.